# Svenska insatsen i Liberia
Svenska insatsen i Liberia  var svenska försvarsmaktens bidrag till den fredsbevarandestyrkan UNMIL i Liberia mellan februari 2004 och september 2006.

## Bakgrund
Bakgrunden bestod i inbördeskriget som bröt ut 1989 med det rådde officiellt vapenvila sedan juni 2003. I enlighet med FN:s säkerhetsråds resolution 1497 skulle en multinationell fredsstyrka gå in i landet. Säkerhetsrådets resolution 1509 innebar: "för den multinationella fredsstyrkan att stödja eldupphörsavtalet och fredsprocessen, skydda civilbefolkning och FN-personal samt bygga upp den nationella säkerheten och påbörja avväpningsprocess".
Det första svenska bidraget rekryterades ur arméns insatsbataljon IA03 och kom att få benämningen LA01 och bestod av 231 personer och kom att ingå i en irländsk bataljon som var förlagd i Monrovias utkant. Den svensk-irländska snabbinsatsstyrkan hade två uppgifter: dels rycka ut när stationära FN-förband i Liberia inte kunde klara en konfliktsituation, dels att visa närvaro i områden där FN inte fanns.

## Materiel
- Ett mekaniserat skyttekompani med Stridsfordon 9040C med 173 personer.
- En stödenhet med underhålls och stabsfunktioner med 54 personer och fyra officerare till bataljonsstaben.
- Förbandet hade 12 Stridsfordon 90 i olika varianter, sju Pansarterrängbil 203 och sex splitterskyddade Bandvagn 309

## Förläggning
Den svenska styrkan var förlagd i Monrovia på Camp Clara, denna förläggning delades med ett irländskt förband.

## Beteckning över enheter
| Förbandskod | Aktivt                     | Huvudman | Kommentar         |
| ----------- | -------------------------- | -------- | ----------------- |
| LA01        | februari 2004–augusti 2004 | UNMIL    | Ingick i SHIRBIRG |
| LA02        | augusti 2004–mars 2005     | UNMIL    | Ingick i SHIRBIRG |
| LA03        | mars 2005–september 2005   | UNMIL    | Ingick i SHIRBIRG |
| LA04        | september 2005–mars 2006   | UNMIL    | Ingick i SHIRBIRG |
| LA05        | mars 2006–september 2006   | UNMIL    | Ingick i SHIRBIRG |